# Reinhard Müller (Komponist)
Reinhard Müller (Pseudonyme: Reiny Roland, Pierre Orlande, Reinhold Müller; * 20. April 1898 in Leipzig; † 12. Juli 1991 in Frankfurt am Main) war ein deutscher Komponist und Arrangeur.

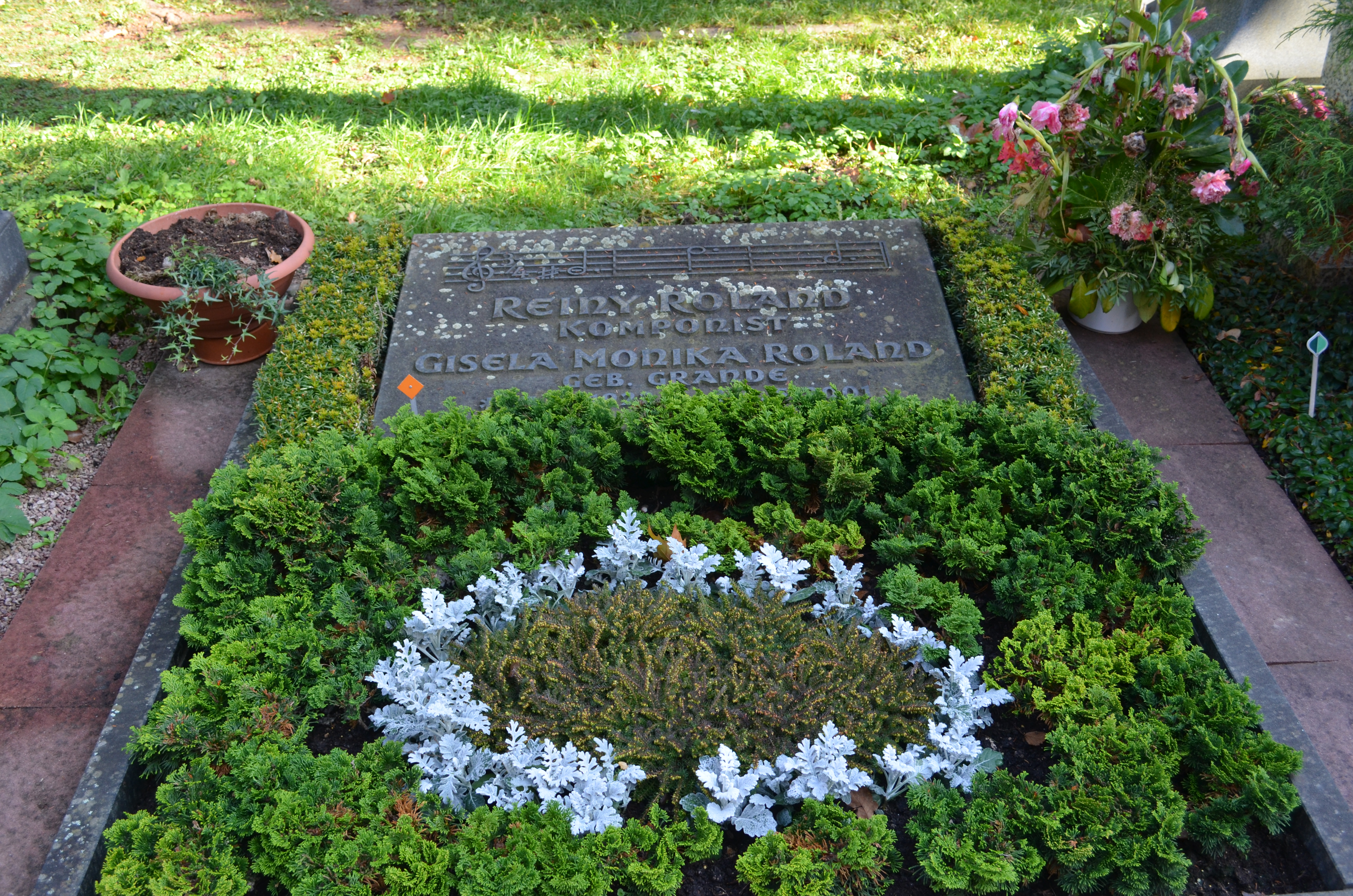
Grab von Reiny Roland auf dem Frankfurter Hauptfriedhof

Müller hatte zwischen 1916 und 1917 und 1919–1923 am Leipziger Konservatorium Klavierspiel und Harmonielehre studiert. In den 1940er Jahren war er für den Sikorski-Verlag in Leipzig und für verschiedene Berliner Verlage als Arrangeur und Bearbeiter tätig. Er bearbeitete viele Werke namhafter Komponisten, darunter Michael Jary und Gerhard Winkler. Nach 1945 arbeitete er für große Musikverlage in der Bundesrepublik Deutschland. Als Komponist trat er weniger hervor: 1941 findet sich im Monopol-Textheft 120 das Lied Kurz und gut mit dem Text von Helmut Kießling, 1942 erschien im Musikverlag Sikorski, Leipzig seine Konzert-Ouvertüre Festlicher Tag. In jener Zeit entstand auch sein Stück Glückspilz für Bläser und Orchester.

## Dokumente
Autographe von Reinhard Müller (Reiny Roland) befinden sich im Sächsischen Staatsarchiv Leipzig.